# (120208) Brentbarbee
(120208) Brentbarbee est un astéroïde de la ceinture principale.

## Description
(120208) Brentbarbee est un astéroïde de la ceinture principale. Il fut découvert le 15 mars 2004 aux monts Santa Catalina par le projet CSS. Il présente une orbite caractérisée par un demi-grand axe de 2,31 UA, une excentricité de 0,15 et une inclinaison de 4,5° par rapport à l'écliptique.
Il est nommé d'après Brent Barbee, membre de la mission OSIRIS-REx.

## Compléments